# Bastarda

Bastarda en la Pantographia de Fry

La bastarda fue un estilo de escritura gótica utilizada en Francia, los Países Bajos borgoñones y Alemania durante los siglos XIV y XV. Su variante borgoñona puede verse como la escritura de corte de los duques de Borgoña y se utilizó para producir algunos de los manuscritos más espléndidos del siglo XV.
Los primeros impresores produjeron versiones regionales en tipos de letras que se utilizaron especialmente para imprimir textos en las lenguas vernáculas, más raramente para textos latinos. El primer tipo de bastarda fue producido por el alemán Gutenberg en 1454-1455. La principal variedad fue la utilizada en Francia, que también se encontra en Ginebra, Amberes y Londres.  Otra variedad local se encontró en los Países Bajos, tipo imitado por Caxton.
La  lettre bâtarde francesa dejó de utilizarse a mediados del siglo XVI, pero la variedad alemana evolucionó y acabó convirtiéndose en el tipo Fraktur, que se mantuvo en uso hasta mediados del siglo XX.